# Peter Krattiger

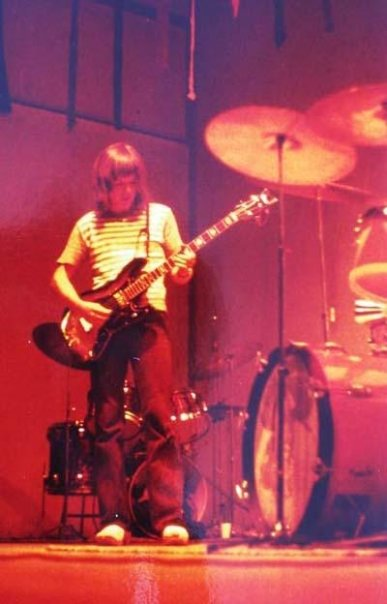
Peter Krattiger um 1973 als Bassist von Flying Dutchman

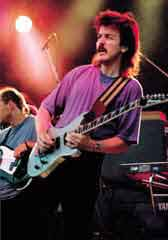
Pek um 1990 mit Irrwisch

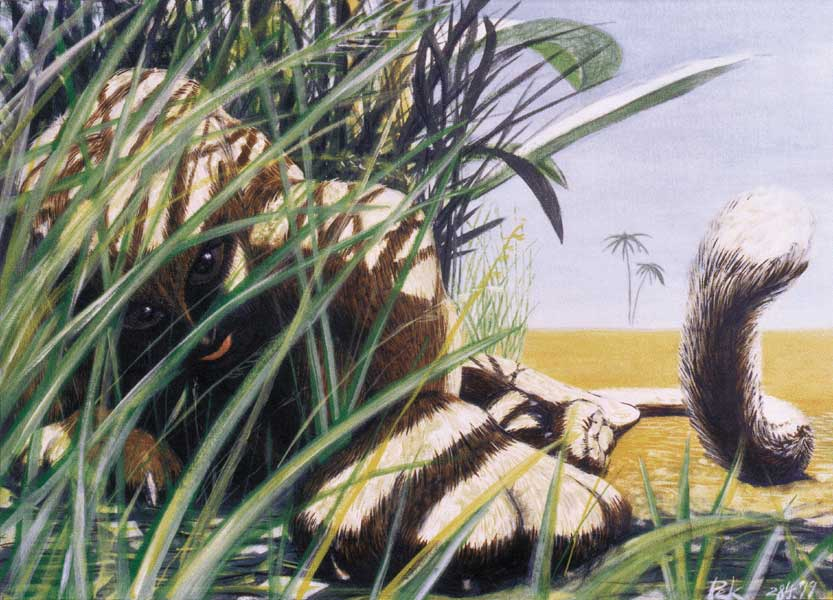
„Erwachende Sphinx“ von Peter Krattiger, Öl auf Leinwand, Ausstellung 1999 Pekamorphosen. Auch Titelbild des gleichnamigen Buches mit Verwandlungsserien.

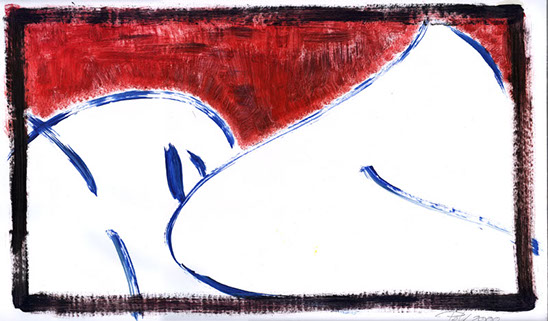
„Schlafende“ von Peter Krattiger, Öl auf Papier, Ausstellung 2001

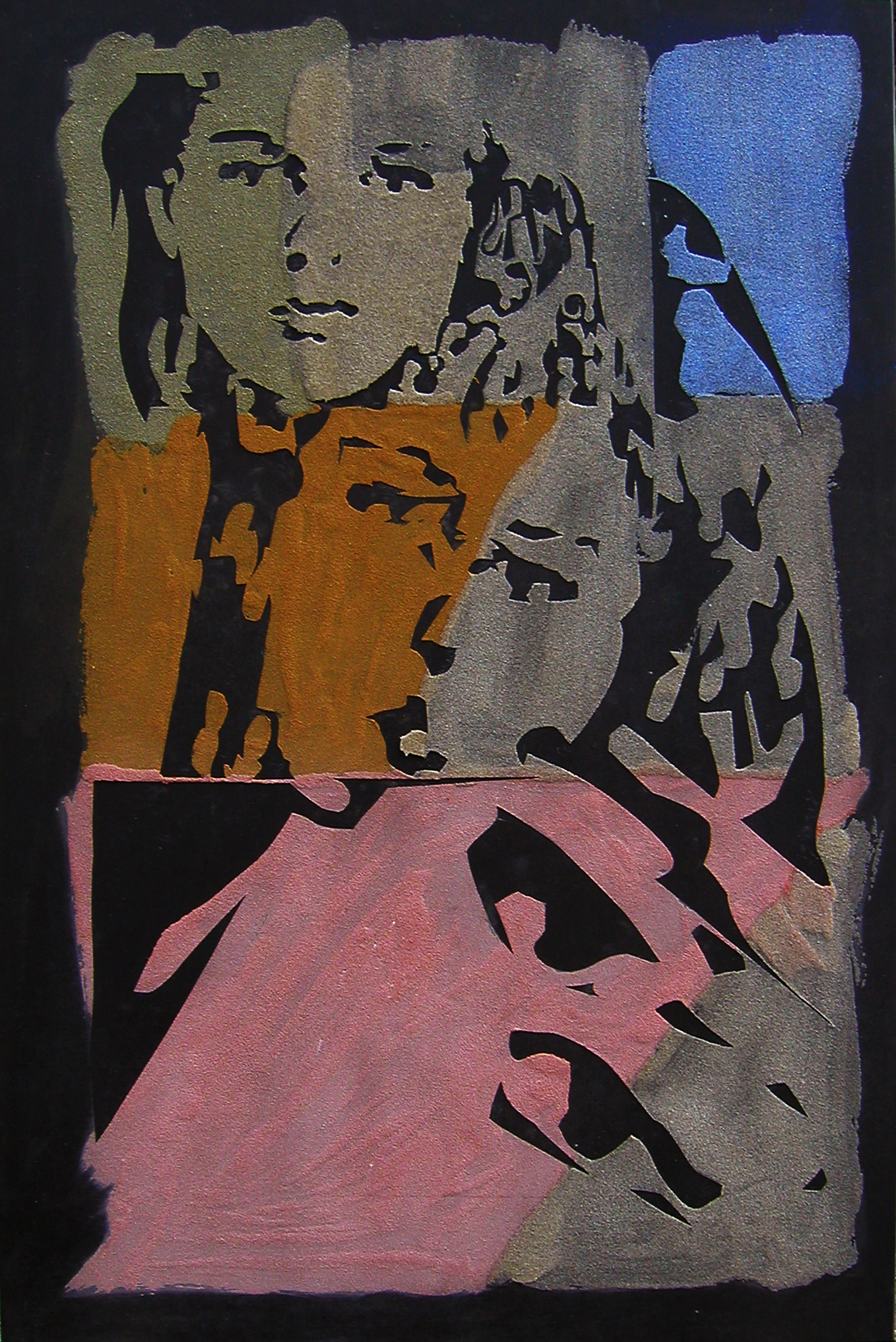
„Kuss mit offenen Augen“ von Peter Krattiger, 60 × 90 cm, Sand auf mdf-Platte, Ausstellung 2009

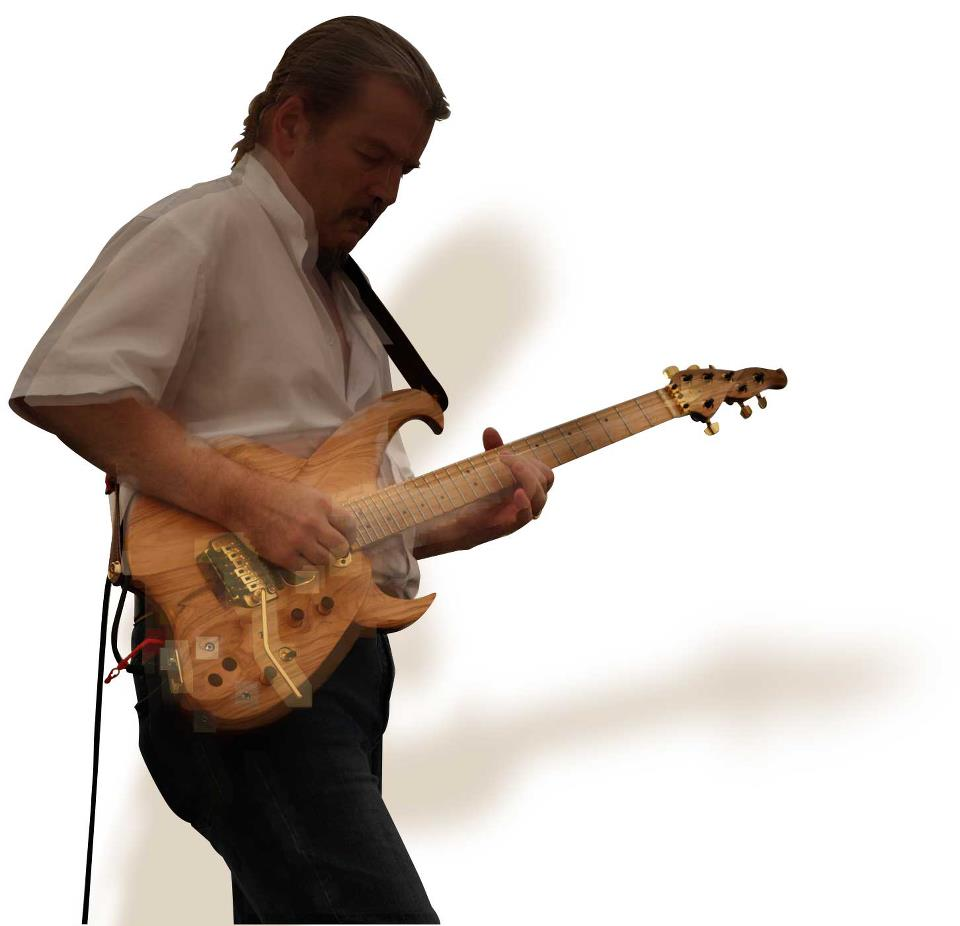
Pek um 2014 mit Cantbeat Bluesband

Peter Krattiger, auch Pek Krattiger (* 4. März 1957 in Waldenburg BL) ist ein Schweizer Gitarrist, Komponist, Produzent, Arrangeur, Grafiker und Kunstmaler. Er war von 1975 bis 1992 Gitarrist der Rockgruppe Irrwisch.
Im Jahr 1986 mit Dave Denham gegründeten Double-6-Tonstudio wurde vor allem Rock produziert. Danach begann 1993 mit dem Zusammenschluss mit BBM-Studios eine Aera der Fernsehproduktionen mit Schwerpunkt Konzertaufzeichnung. Dabei war Pek für die Tonmischung bei Konzertaufzeichnungen von Rockgruppen wie Patent Ochsner, Züri West, Sina, Natacha, The Hooters, Manfred Mann’s Earth Band, Billy Cobham, Fish, Paolo Mendonça, Polo Hofer, Robben Ford, Gotthard, Jovanotti, Candy Dulfer, Zucchero, Nits, Kingdom Come etc. verantwortlich.
Seit 1999 macht Pek auch Ausstellungen von seinem Werk als bildender Künstler. Sein Œuvre wird von Bleistift-, Kohle- und Tuschezeichnungen, Ölbildern und seit 2004 vermehrt von Mischtechniken mit Sand und Mörtel bestimmt.

## Leben

### Die 1970er-Jahre
Mitte der Siebziger lernte der Gitarrist Peter Krattiger (Pek) den Organisten Steff Bürgi in der Kunstgewerbeschule Basel kennen. Sie merkten schnell, dass sie musikalische Seelenverwandte waren, und bald wurde Pek mit 17 Jahren Mitglied bei Irrwisch, die schon damals in Kestenholz domiziliert war.
Ende des Jahrzehnts ging Irrwisch erstmals ins Studio (Powerplay, damals Horgen ZH), um die Vinyl-Single Metronom (A) und Reflections (B) aufzunehmen (Tonmeister: Jim Duncombe, bekannt von Jimmy and the Rackets, den Aufheizern beim wegen brennender Stühle abgebrochenen Rolling-Stones-Konzert auf der Berliner Waldbühne 1965).
Der Sieg der Band am Final des nationalen Jazz- und Rockfestivals im Amphitheater in Augst fiel in dieselbe Zeit. Der Auftritt am Jazzfestival Montreux bedeutete, zum ersten Mal vor internationalem Publikum zu spielen. Die Live-Aufzeichnung davon erschien in der Sendung Jugend-TV des Schweizer Fernsehens und war eine weitere Premiere für die Band in dieser ziemlich aufregenden Zeit. Es folgte die Unterzeichnung eines Plattenvertrags mit EMI Switzerland für zwei Alben.

### Die 1980er-Jahre
1981 erschien von Irrwisch mit Pek und Christian Bürgi als Gitarristen, Steff Bürgi als Leadsänger und Keyboarder, Erich Riesen als Bassist und Josef Kissling als Schlagzeuger das erste Album „In Search of“ (Vinyl, MusiCassette), das von Armand Volker, München, (Spider Murphy Gang, Münchener Freiheit) für EMI produziert wurde. Fernsehauftritte im ARD und im Schweizer Fernsehen waren die Folge davon.
Ein Jahr später folgte die Produktion des zweiten Albums mit derselben Besetzung und demselben Produzenten, „Living In A Fool’s Paradise“, bei der die erste Chartplatzierung (im Südwestfunk Baden-Baden) erreicht wurde.
Eine Deutschland-Tour als Vorgruppe von Roger Chapman war ein Highlight dieser Zeit.
Der Werkpreis des Kantons Solothurn für das Album Living in a Fool’s Paradise freute Peter Krattiger und seine Mitstreiter besonders, da Rock bis anhin nicht als bevorzugte Kunstform der kantonalen Kulturförderung galt.
Auch Auftritte in den Sendungen „Ohne Filter“ im SWF3, „Hear we go“ des Schweizer Fernsehens und „Pop Stop“ des BR (Bayerisches Fernsehen) verhalf der Gruppe zu grösserer Popularität.
Später versemmelte Irrwisch den abgeschlossenen Plattenvertrag über 3 Alben mit EMI Electrola Köln im Verlauf von „Transferverhandlungen“ mit Clive Corcoran, dem Manager von Saga, ohne mit diesem einig zu werden.
Mitte der Achtziger meldete sich Irrwisch mit „No More Than I Can Say“ (Vinyl) zurück. Die Single und Maxi-Single wurde von Phil Carmen produziert.
In dieser Zeit gründeten Peter Krattiger und David Denham die Double-6-Studios.
Als Neustart bei EMI Switzerland gab Irrwisch das Album „Countdown“ (CD, Vinyl, MusiCassette) heraus, das von Cyrill Schläpfer (Ur-Musig) in Luzern produziert wurde. Zu den grösseren Konzerten gehörte der Auftritt im Hallenstadion Zürich und im Palais de Beaulieu Lausanne als Vorgruppe von Marillion. Mit „Countdown“ erreichte Irrwisch Platz zehn in der Schweizer Radio-Hitparade. Der Song „Queen of Fire“ wurde als Vorabsingle für das nächste Album in den Studios von Dieter Dierks (Scorpions etc.) in Stommeln aufgenommen.
1989 ging Pek mit seinen Musikerfreunden nach Wohlen, um mit Produzent Bernie Staub das Album „The Fish Came to the Surface“ (CD, Vinyl, MusiCassette) aufzunehmen, von dem es drei Singleauskopplungen gibt.
Das Video für „Queen of Fire“ wurde in Bremen mit Produzent „Mike“ Michael Leckebusch (Beat-Club) produziert. Im selben Jahr fand die ausgedehnte Schweizer „Camel-Tour“ mit Irrwisch als Headliner statt.

### Die 1990er-Jahre
1990 brachte Irrwisch ein Live-Album heraus, das von Giovanni Dolci während der „Camel-Tour“ im Hotel National in Bern direkt ab FoH (Front of House = Tonmischung für das Publikum) direkt auf Stereo (ohne Mehrspurverfahren für evtl. Nachbearbeitung) aufgenommen wurde. In dem Jahr gab es einen weiteren Auftritt im Hallenstadion, dieses Mal innerhalb eines Festivals.
Das nächste Irrwisch-Album „Forbidden Fruits“ wurde von Curt Cress in den Münchner Pilot Studios produziert.
Ein grösseres Konzert mit Irrwisch als Hauptgruppe fand im gleichen Jahr in der St. Jakobshalle bei Basel statt. Krattiger verliess Irrwisch nach Beendigung der Forbidden-Fruits-Tour.
1993 fusionierte Peks Double-6-Studios mit BBM-Videoproductionz und präsentierte sich ab da als BBM-Studios. Krattiger war zuständig für die Live-Tonmischungen im mobilen Tonstudio für die Sendung Music Special, die von allen Regionalfernsehsendern der Schweiz ausgestrahlt worden war.
Von Irrwisch mit Peter Krattiger als Gitarrist erschien noch das Album „Greatest Hits“ (CD, Vinyl) als Best of von bis dahin aufgenommenen Songs.
Krattiger gründete im Jahr 1999 das Musictown Tonstudio in Niederdorf BL. Es folgte die Zusammenarbeit u. a. mit dem Musicalstar Florian Schneider, der Sängerin Gigi Moto, mit Stefan Wagner (Lovebugs) und Fredy Schär.
In diesem Jahr fand auch die erste Bilderausstellung Krattigers, „Pekamorphosen“, in der alten Fabrik, Sissach, statt. Das gleichnamige Buch mit aufklappbaren Verwandlungsserien, hauptsächlich Bleistiftzeichnungen, wurde gleichzeitig veröffentlicht.

### Ab 2000
Pek begann mit den Aufnahmen für seine neugegründete Band Pekamor mit der Sängerin Gina Günthard (Mad Dodo) und Florian Schneider (Phantom of the Opera, Jesus Christ Superstar, Rocky Horror Picture Show). Statt mit einem Elektrobassisten die Standardbesetzung einer Rockband zu formen, konnte Krattiger den Tubisten Claude Plattner für die tiefen Töne gewinnen.
Im Baselbieter Heimatbuch, Band 23, „Klang“, erschien ein Bericht über Krattigers bis dato musikalisches Wirken. Im Gegensatz dazu fokussiert der Artikel, der in der „Heimatkunde Waldenburg“ über Pek veröffentlicht wurde, mehr auf seine Arbeit als bildender Künstler.
Die Bilder von Krattigers Ausstellung „Gemalte Musik“ von 2001, die in Basel und Bern ausgestellt wurden, waren hauptsächlich in klassischen Techniken gemalt worden. Dagegen entdeckte Pek für seine Bilder für die Werkschau 2004 „Tango“ den Sand, wobei die Naturfarben, die je nach Herkunft dieses Werkstoffs bunt variieren können, die Farbigkeit bestimmten. Die Bilder wurden in Kestenholz im Cäsar-Spiegel-Haus und an den Tango-Wochen in Zürich ausgestellt.
Zwei Jahre später veröffentlichte Pek das einzige Album von Pekamor, „LOS“ (Besetzung: Pek, Caro Kyas, Rolf Jörin, Claude Plattner, Andreas Jörin, als Duettpartner Florian Schneider).
Pek nahm an internationalen Kurzfilmwettbewerben mit dem Musik-Trashvideo-Trickfilm „The Little Visitor“ teil.
Im Jahr 2009 zeigte Pek Bilder unter dem Thema „Poesie trifft schrägen Humor“ in Niederdorf BL. Zum Sand und klassischen Mal- und Zeichentechniken gesellte sich noch pigmentierter Mörtel und Kreide als Werkstoff.
Auch beauftragten das Oltner Tagblatt, die Mittellandzeitung (az-Medien) und die NZZ Peter Krattiger mit der Herstellung von Gerichtszeichnungen.
Pek produzierte im Auftrag eine DVD der vertonten Kunstausstellung „Rythme du temps“ im Projektraum M54, Basel, mit den Plastikern Denis Perregaux-Dielf, Karin Detray, Ruth Etter, Sandro Zimmermann, Urs Ernst und den Musikern Julien Annoni, Olivier Membrez, Fabien Sevilla.
2013 gründete Krattiger „The Waldenburg“, ein offenes regionales Komponistenkollektiv zur Produktion einer Album-Trilogie. Die erste CD von The Waldenburg, „1“, erschien ein Jahr später.
2017 formierte Krattiger eine Rockgruppe, um mit der um einige Sinfoniker erweiterte Musikgesellschaft Kaiseraugst unter der Leitung von Mischa Meyer das von Jon Lord geschriebene Concerto for Group and Orchestra im neuen Auditorium von Hoffmann-La Roche in Kaiseraugst aufzuführen. Die zwei Konzerte fanden vor jeweils ausverkauftem Haus statt. Das Kollektiv wurde beide Male mit stehenden Ovationen verabschiedet. Die Rockgruppe setzt sich aus Adrian Studer, Gesang, Pek Krattiger, Gitarre, Patric Diriwächter, Hammond B3, Henry Jörin, Bass, und Christian Rütschlin, Schlagzeug, zusammen.
Seit 2019 erscheinen regelmässig Karikaturen von Krattiger in der Volksstimme (Sissach).
Krattiger beteiligt sich als Gitarrist der Ad-hoc-Ländler-Formation Granitzler mit Andy Schaub, Kontrabass, und Simon Dettwiler, Schwyzerörgeli, an einem Crossover-Projekt mit dem ukrainischen Jugendchor Perlen von Odessa.
Fast gleichzeitig erscheint im Herbst 2019 das Album „2“ von The Waldenburg.
2021 beginnt das Studioprojekt Caquelon mit Bernhard Bossard, wo unter anderem für taxi.com neue Songs im Kollektiv erarbeitet werden. 
Für die Basler Aufführung 2023 des Concerto for Group and Orchestra von Jon Lord ist wiederum Krattiger für die "Group" zuständig. Diese setzt sich vollständig aus Musikern von The Waldenburg zusammen: Adrian Studer, Gesang, Pek Krattiger, Gitarre, Patric Diriwächter, Hammond B3, Henry Jörin, Bass, Andi Jörin, Schlagzeug. Das Konzert am 4. Februar 2023 vor 800 Zuschauern im Stadtcasino Basel mit der Stadtmusik Basel unter der Gesamtleitung von Mischa Meyer wurde zu einem rauschenden Erfolg.

## Diskografie
Als Bandmitglied oder Studiomusiker/Produzent (Nur-Tontechniker-Jobs nicht aufgeführt):
- 1978 Irrwisch, Metronom, Single (Vinyl)
- 1981 Irrwisch, In Search of, Album (Vinyl, MusiCassette)
- 1982 Irrwisch, Living in a Fool’s Paradise, Album (Vinyl, MusiCassette)
- 1985 Irrwisch, No More Than I Can Say, Single und Maxi-Single (Vinyl), Produzent: Phil Carmen
- 1987 Criminal Records Switzerland (CRS), Volume 1, Compilation (Vinyl)
- 1988 Irrwisch, Countdown, Album, (CD, Vinyl, MusiCassette)
- 1989 Irrwisch, The Fish Came to the Surface, Album, (CD, Vinyl, MusiCassette) mit Tony Levin
- 1990 CRS, Rock Out!, Compilation (CD)
- 1991 Irrwisch, Forbidden Fruits, Album (CD, Vinyl, MusiCassette) mit Pino Palladino und Curt Cress
- 1994 Peirat Pietr, Uff Luft, Album (teilweise inzwischen als Download veröffentlicht)
- 1995 Irrwisch, Greatest Hits, Album (CD, Vinyl)
- 1995 Angel Eazy, Angel Eazy, Album (CD)
- 1996 Angel Eazy, Lightning Strikes, Album (CD)
- 1998 Fredy Schär, unverschä(r)mt (CD)
- 1998 Crazy Sweeper, Behind
- 1999 Ammeler Schuelchind, Jetz singe mir euch öppis! (CD)
- 2004 Fredy Schär, Tannigi Hose (CD)
- 2006 Pekamor, LOS, Album, (CD)
- 2010 Cantbeat Blues Band, Blues Journey, Album (CD)
- 2014 The Waldenburg, 1, Album (CD), Download
- 2019 The Waldenburg, 2, Album (CD), Download